# Satoshi Tomiie
Satoshi Tomiie ( 富家哲 (Tomīe Satoshi?) es un músico, DJ y productor japonés de música house. Desde finales de 1980 ha estado en la vanguardia de la escena mundial del house gracias a sus grandes clásicos, remezclas y sus sesiones como DJ.

## Historia
Como gran estudioso del jazz y del piano clásico, Satoshi imprimió sus influencias musicales en su primer disco. Comenzó su carrera casi por accidente, cuando una compañía de cosméticos le contrató para componer una canción para la promoción de un artículo comercial, y se le ofrece la oportunidad de trabajar con el padre del Chicago house, Frankie Knuckles. De este emprendimiento nace su primer sencillo, "Tears", que coprodujo en 1989 con el propio Frankie Knuckles, convirtiéndose en un éxito inmediato, siendo considerado una de las piezas maestras de la música house.
En la década de 1990, viajó y tocó el teclado para el compositor japonés Ryuichi Sakamoto (de Yellow Magic Orchestra). Su reputación para la elaboración de los ritmos meticulosos propio de la escena dance le llevó a remezclar a algunos de los grandes nombres de la escena musical, tales como U2, Mariah Carey, Photek, Simply Red y David Bowie, entre otros.
En una reinvención de su carrera como DJ, Satoshi introdujo un sonido innovador con el lanzamiento de su álbum "Full Lick" en 2000. En él introdujo sonidos oscuros, ritmos electrónicos retorcidos, voces inquietantes y un "groove" hipnótico que sirvió de referencia para la nueva escena house en desarrollo. De este álbum se desprenden éxitos como "Love In Traffic", el cual se convertiría en un éxito underground en todo el mundo, y el sencillo "Up in Flames", que incluye remixes de David Morales y John Digweed. Ambos éxitos cuentan con las voces de la cantante Kelli Ali, por ese entonces miembro de la banda de trip hop británica Sneaker Pimps.
Otra de las fuentes de renovación de la música house fue Saw Recordings. A través de la discográfica liderada por Satoshi y Héctor Romero, siguieron perfeccionando el sonido house de Chicago y Nueva York en los últimos diez años. Siendo un partidario del surgimiento de nuevos productores, en el último tiempo, por medio de SAW, ha promovido una nueva generación de talentos del house surgidos de Europa incluyendo nombres como Audiofly, Doomwork, Mabaan Soul, Tuccillo y Guti.
En 2012, después de una ausencia de dos años de producción musical, Tomiie regresó con un profundo nuevo sonido para el house de DJ con el lanzamiento de nuevos sencillos y remezclas. Remezcló el tema "Keep It" para el productor argentino radicado en Alemania, Guti, que contó con el respaldo de Marco Carola, Loco Dice, Reboot, Adam Port, Lee Burridge, 2000 And One, SIS y Davide Squillace.

## Discografía

### Álbumes
En estudio
- 1999: "Full Lick"

CD Mixes
- 1996: "On The Wheels Of Steel" [Epic/Sony]
- 1999: "Re-Lick-Ed" [SMEJ]
- 2002: "Global Underground: Nubreed 006" [Global Underground]
- 2003: Satoshi Tomiie & Hector Romero – "Undulation 1" [Saw Recordings]
- 2005: "ES" [Saw Recordings]
- 2005: "ES-B" [Saw Recordings]
- 2007: "3D" [Renaissance]
- 2007: "Renaissance: The Masters Series, Part 9" [Renaissance]
- 2008: "Renaissance: The Masters Series Part 11" [Renaissance]
- 2010: "Cavo Paradiso 10 - Definitions" (con Matthias Tanzmann) [Astral Music]

### Sencillos
- 1989: Frankie Knuckles Presents Satoshi Tomiie – "Tears"
- 1990: "And I Loved You"
- 1994: "Buttburgler" (Johnny Vicious vs. Satoshi Tomiie)
- 1996: "K-Jee" (Satoshi Tomiie Presents Shellshock)
- 1996: "Harusaki-Kobeni" (Akiko Yano X Satoshi Tomiie)
- 1998: "Darkness" (Satoshi Tomiie Feat. Robert Owens & Cevin Fisher)
- 1998: "Come To Me" (Satoshi Tomiie Feat. Diane Charlemagne)
- 1999: "Up In Flames" (Satoshi Tomiie Feat Kelli Ali)
- 1999: "Inspired" (Satoshi Tomiie Feat. Diane Charlemagne)
- 1999: "Heaven"
- 2000: "Mini Lick"
- 2001: "Virus"
- 2001: "Atari"
- 2001: "Love In Traffic" (Satoshi Tomiie Feat Kelli Ali)
- 2003: "Autorock" (Satoshi Tomiie & Little Green Men Present Fishead)
- 2003: "Scandal In New York" (Satoshi Tomiie Presents Ice)
- 2006: "Glow"
- 2007: "Elevate" (Pete Heller & Satoshi Tomiie)
- 2008:""Chab Ft JD Davis-Closer To Me (Satoshi Tomiie Remix)"*
- 2009: "The Evidence" (Satoshi Tomiie & DJ Yellow feat. Rachel Lamb)
- 2010: "Madrugada" (Satoshi Tomiie Presents Mes)